# Tribe
Tribe е деветият студиен албум на американската прогресив метъл група Queensrÿche от 2003 година, издаден от Sanctuary Records.

## Списък на песните
1. Open (DeGarmo/Tate/Wilton)
2. Losing Myself (Stone/Tate)
3. Desert Dance (DeGarmo/Rockenfield/Tate/Wilton)
4. Falling Behind (DeGarmo/Tate)
5. The Great Divide (Tate/Wilton)
6. Rhythm Of Hope (Jackson/Rockenfield/Tate)
7. Tribe (Jackson/Rockenfield/Tate/Wilton)
8. Blood (Rockenfield/Tate/Wilton)
9. The Art Of Life (DeGarmo/Tate)
10. Doin' Fine (DeGarmo/Tate)

## Членове
- Джоф Тейт – вокал
- Майкъл Уилтън – китари
- Крис ДеГармо – китари
- Майк Стоун – китари
- Еди Джаксън – бас
- Скот Рокенфийлд – барабани